# 旧制専門学校
旧制専門学校（きゅうせいせんもんがっこう、旧字体：專門學校󠄁、英語: Specialized School）とは、第二次世界大戦までの日本において、専門学校令に基づいて専門教育を行っていた高等教育機関。
現在の単科大学に近いものとされ、その多くは現在の大学の前身でもある（旧外地の高等教育機関も参照）。
なお現在の日本における専門学校とは、専門課程を有する専修学校が称することができる、実践的な職業等の専門技能を授ける教育機関であり、本項でいう専門学校とは系統を全く別にするものである。

## 歴史
- 1879年（明治12年）9月29日 - 教育令（第1次教育令）が制定される。
  - 第2条 -「学校は小学校・中学校・大学校・師範学校・専門学校その他各種の学校とする」
  - 第7条 -「専門学校は専門一科の学術を授ける所とする」
- 1880年（明治13年）12月28日 - 教育令が改正される（第2次教育令）。
  - 第50条 -「各府県は土地の情況に応じて中学校を設置し、又専門学校・農学校・商業学校・職工学校等を設置すべし」
- 1885年（明治18年）8月12日 - 教育令が改正される（第3次教育令）。
  - 第7条 - 「専門学校は法科・理科・医科・文科・農業・商業・職工等各科の学業を授ける所とする」に改められる。
- 1903年（明治36年）
  - 3月27日 - 専門学校令の公布により、初めて専門学校が制度化される。
    - 学校の種類が多いため、すべてに共通する基本的な事項を定めるにとどまり、詳細な規定はそれぞれの学校において定め文部大臣の認可を得るように定められた。
      - 専門学校を「高等の学術・技芸を教授する学校」と定義。
      - 修業年限を3年以上、入学資格を男子は中学校卒業者、女子は修業年限4年以上の高等女学校卒業者と定めた。ただし音楽・美術に関する学校は入学既定を別に定めていた。
      - 予科・研究科・別科の設置が可能とされた。
      - 官立（国立）専門学校の修業年限・学科目・程度は文部大臣自身が定め、公立および私立の専門学校のそれに関しては文部大臣の認可によって定められるとされた。

  - 3月31日
    - 「公私立専門学校規程」が公布され、詳細な事項が制定される。
    - 「専門学校入学者検定規程」が公布され、独学者に専門学校入学の機会を与えるため、受験資格を男子は満17歳以上、女子は満16歳以上と定められた。
    - 実業学校令が改正され、実業学校の中で高等の教育をなすものを「実業専門学校」とし、実業専門学校に関しては専門学校令の定めるところによるという規程が設けられる。これにより、高等工学校・高等農林学校・高等商業学校が専門学校として位置付けられるようになった。

  - 4月1日 - 専門学校令が施行される。
    - 第16条により、千葉・仙台・岡山・金沢・長崎の医学専門学校5校と東京外国語学校・東京美術学校・東京音楽学校も専門学校令による学校とされた。

  - この年 - 文部省、1年半程度の予科をもつ専門学校に「大学」という名称をつけることを正式に認可。
- 1907年（明治40年）4月10日 - 官立医学専門学校規程が公布され、医学専門学校が医学科（修業年限4年）・薬学科（修業年限3年）の2科に分けられる。
- 1928年（昭和3年）1月 - 専門学校令第1条に「専門学校においては人格の陶冶および国体観念の養成に留意すべきものとする」という文言が加えられる。
- 1941年（昭和16年）
  - 10月 - 勅令により大学・専門学校および実業専門学校等は、昭和16年度から在学年限または修業年限を、臨時措置として1年短縮することができると定める。
    - 昭和16年度は3か月短縮し、12月卒業を決定。

  - 11月1日 - 文部省令「大学学部等の在学年限または修業年限の昭和十七年度臨時短縮に関する件」により、昭和17年度からは6か月短縮する措置を決定。
- 1943年（昭和18年）
  - 3月 - 戦時学徒体育訓練実施要綱が制定される。
  - 4月 - 師範教育令の改正により、師範学校が専門学校と同等の位置づけとなる。
  - 6月 - 学徒戦時動員体制確立要綱が制定される。
  - 10月 - 教育ニ関スル戦時非常措置方策が閣議決定される。
    - 理工科系統および教員養成諸学校学生を除き、一般学生の徴兵猶予が停止され、学校・学科・教員・学生の転換、整理・統合が行われる。
    - 文科系の専門学校は転換・整理・統合され、理工科系の専門学校は整備・拡充。特に私立の文科系大学の相当数を専門学校に転換。
    - 専門学校の入学定員はおおむね従前の2分の1程度になるように整理・統合。
- 1944年（昭和19年）
  - 1月 - 緊急国民勤労動員方策要綱が決定され、緊急学徒勤労動員方策要綱が実施される。
  - 2月 - 決戦非常措置要綱が閣議決定される。
  - 4月 - 高等農林学校、高等工業学校などの高等実業学校の名称を専門学校に統一する。
- 1945年（昭和20年）
  - 3月 - 決戦教育措置要綱の閣議決定により、国民学校初等科（現在の小学1～6年生に相当）を除き同年4月1日から翌3月30日まで学校での授業が原則停止となる。
  - 5月22日 - 戦時教育令が出される。
  - 8月15日 - 終戦。
  - 8月16日 - 文部省、学徒勤労動員を解除。決戦教育措置要綱を廃止。
  - 8月21日 - 戦時教育令の廃止が決定。
  - 8月28日 - 復員学徒について卒業・復学の措置を定める。
  - 9月5日 - 陸軍士官学校・海軍兵学校等陸海軍諸学校出身者および在学者の中で、希望者について大学・高等学校・大学予科・専門学校および教員養成諸学校への転入学を認める。
  - 10月4日 - 高等商船学校在学者の専門学校への転学を認める。
  - 10月6日 - 退職の陸海軍人および生徒で実務教育を受けようとする者のために、農林・水産・工業・法律・経済・文学等の専門学校に特別の課程を設置。
  - 11月19日 - 外地所在の大学・専門学校等の在学生・生徒で引き揚げ帰国した者に、陸海軍諸学校出身者および在学者と同様の取り扱いをすることを決定。
  - 12月 - 女子教育刷新要綱が閣議了解される。
    - 男女間における教育の機会均等、教育内容の平準化などをねらいとして、当面女子の大学入学を妨げている規定を改めるとともに、女子大学の創設ならびに大学における共学制を実施するとの方針が定められる。
    - これを受け、学制改革を待たずに、翌昭和21年度女子専門学校が創設される。
- 1949年（昭和24年） - 旧制専門学校のうち、国立の全て、公私立の大半が新制の大学に改編される。
  - この年の入学生に関しては新制大学の学部所属となる。
  - 5月31日 - 国立学校設置法の制定により、新制の国立大学に国立（一部公立）の旧制専門学校が包括され、新しく設置された学部の母体となる。
  - 旧制専門学校の在学生に関しては、修業年限が終了するまでの間、新制大学の下で旧制専門学校が存続された。
- 1950年（昭和25年） - 公私立の旧制専門学校で大学改編されなかった学校の一部が短期大学に改編される。
  - 新制の大学、短大に改編されなかった学校（研数専門学校、福岡県立農業専門学校など）はそのまま廃校となった。

## 位置づけ
旧制専門学校は、専門学校令に「高等の学術技芸を教授する学校を専門学校とす」とあるとおり、専門的知識をもって社会で活躍する実務家を養成することを目的とした高等教育機関であった。

### 受験
年代により異なるが、昭和10年代には概ね下記のようなものに受験資格があった。

・中学校卒業者、もしくは卒業見込みのもの

・専門学校入学者検定（専検）の合格者

・高等実業学校の場合、同分野の実業学校の卒業者（例えば高等商業学校ならば、商業学校）
旧制高等学校は中学4年修了程度（いわゆる四修）から受験できたが、専門学校の受験資格は中学校卒業程度（5年を修了）であった。また、これより前の大正時代には実業学校の卒業者は改めて専検に合格する必要があったが、後に対象者が拡大された。
女子の専門学校については概ね高等女学校卒業者を対象としていた。旧制大学が極一部の例外を除いて男子のみを対象としていたのと比べれば、専門学校は私立校を中心として女子校が多く存在し間口が広かった。
一般に官立校の方が内容・就職実績ともよいとされ、「名門校」「一流校」とされた学校に入学するには（旧制高校ほどではないにしろ）激しい受験競争があった。例えば昭和11年の試験倍率は、神戸高商10.5倍、横浜高商9.6倍、横浜高工10.1倍、浜松高工11.7倍、鹿児島高農12.1倍であった。中学校・実業学校の卒業者数に比して専門学校の定員は少なく、昭和九年度には中学校5万7千人、実業学校8万1千人の卒業者に対して専門学校・高等実業学校の卒業者は官立で７千人、官公私立合わせても2万6千人であった。中学卒業後現役合格で進学すれば満17歳での入学となるが、各校の入学者の平均年齢は満18～20歳で浪人生も珍しくなかった。私立校でも大倉高商や松山高商のように「官学並み」と称される内容の良い学校があり、人気を集めた。
試験内容は筆記試験に加え、口頭試問と体格検査があった。口頭試問では中学時代の業績、宗教、時事問題、志望動機や抱負、思想問題などについて質問された。体格検査では著しい発育不良や精神異常、性病患者などが不合格とされた。

### カリキュラム
修業年限は通常3年で、医学専門学校は4年か5年、歯科医学専門学校は4年であった。
旧制高校や大学予科では大学進学のための予備教育として3年間を教養教育に費やしたが、旧制専門学校では3年間の課程の中で教養科目と専門科目を並行して教授した。必然的に専門学校の教養教育は専門科目を理解するのに必須な科目を中心としたものとなり、旧制高校のそれと比べ簡素であった。
また実務家を養成することを目的としていたため、机上の学問だけではなく、高等商業学校では「珠算」「商業簿記」、高等工業学校では「機械製作法」「工場実習」といった具合に実務的な科目も教授していた。

### 卒業後の進路
旧制専門学校における教育は完成教育であり、卒業生の大半は大学等に進学せず企業や官公庁等に就職して社会に出た。制度上は「傍系入学」という形で帝国大学等の官立大学に進学することも可能ではあったが、進学するものは少なかった。例えば横浜高工の場合、大正12年から昭和12年の15回の卒業者2081人のうち、上級学校に進学したものは37人のみであった。就職者は会社工場技術員1284人、官庁技術員372人等であった。
「傍系入学」とは旧制専門学校等から官立大学に入学することで、旧制高等学校や大学予科から入学する「正系入学」と対比する言葉である。規定上は試験に合格した場合に入学できることになっていたが、実際の受け入れの有無やその定員、試験・審査の方法は大学・学部・年次ごとに異なった。帝国大学では、旧制高校や自校の予科の希望者を受け入れてなお定員に空きがあった場合に合格者の傍系入学を許可した。従って東京帝大や京都帝大など、旧制高校卒の受験者が多く集まるような学校に傍系入学することはほとんど不可能であった。その一方、不人気であった地方の帝大には入学の余地があった。また大学令で設置された官立単科大では、専門学校卒でも高校卒業者と同等に扱われるか、専用の枠が用意されている場合があった。大阪帝大工学部（大阪工業大学を吸収）が前者の、神戸商大が後者の例であった。

### 学位、特典等
卒業者には得業士の称号が与えられる場合があった。
高等実業学校の卒業者は検定なしでその分野の実業学校の教員資格を得ることができ、また専攻学科や成績に応じて各種の教員資格を得ることができた。高農の卒業者は農業・林業・蚕業いずれかの技術官資格を得ることができた。医専、歯科医専、薬専の卒業者は無試験開業資格を得ることができた。
戦後の学制改革において制度的に廃止されたため、新学制における位置づけとしては旧制中学・旧制高校等と同じく場合によって判断が異なるが、日本国政府によって行われる国勢調査の「学歴」の4段階区分（大学院・大学、短大・高専、高校、中学・小学）においては短期大学相当（Junior college or higher professional school）と看做されている（2015年国勢調査の場合）。

## 旧制医学専門学校

### 医学

#### 旧制高等学校医学部系
1. 1887年 第一高等学校医学部→1901年千葉医学専門学校→千葉医科大学に吸収され廃止
2. 1887年 第二高等学校医学部→1901年仙台医学専門学校→東北帝国大学医学専門部→廃止　後継：東北帝国大学医科大学
3. 1888年 第三高等学校医学部→1901年岡山医学専門学校→岡山医科大学に吸収され廃止
4. 1888年 第四高等学校医学部→1901年金沢医学専門学校→金沢医科大学に吸収され廃止
5. 1888年 第五高等学校医学部→1901年長崎医学専門学校→長崎医科大学に吸収され廃止

#### 臨時附属医学専門部（附属医学専門部）
戦時体制の中で、医者の確保のために1939年に設置され、各大学の医学部と臨時附属医学専門部（のち1944年に附属医学専門部と改称）とは並立していた。附属医学専門部は戦後に廃止され、医学部のみが存続した。
帝国大学
1. 1939年 北海道帝国大学臨時附属医学専門部（北海道大学医学部に吸収され廃止）
2. 1939年 東北帝国大学臨時附属医学専門部（東北大学医学部に吸収され廃止）
3. 1939年 東京帝国大学臨時附属医学専門部（東京大学医学部に吸収され廃止）
4. 1939年 名古屋帝国大学臨時附属医学専門部（名古屋大学医学部に吸収され廃止）
5. 1939年 京都帝国大学臨時附属医学専門部（京都大学医学部に吸収され廃止）
6. 1939年 大阪帝国大学臨時附属医学専門部（大阪大学医学部に吸収され廃止）
7. 1939年 九州帝国大学臨時附属医学専門部（九州大学医学部に吸収され廃止）

旧六医科大学
1. 1939年 千葉医科大学臨時附属医学専門部（千葉大学医学部に吸収され廃止）
2. 1939年 新潟医科大学臨時附属医学専門部（新潟大学医学部に吸収され廃止）
3. 1939年 金沢医科大学臨時附属医学専門部（金沢大学医学部に吸収され廃止）
4. 1939年 岡山医科大学臨時附属医学専門部（岡山大学医学部に吸収され廃止）
5. 1939年 熊本医科大学臨時附属医学専門部（熊本大学医学部に吸収され廃止）
6. 1939年 長崎医科大学臨時附属医学専門部→長崎高等学校（長崎大学医学部に吸収され廃止）

公私立大学
1. 1944年 京都府立医科大学附属女子専門部（京都府立医科大学医学部に吸収され廃止）
2. 1944年 慶應義塾大学附属医学専門部（慶應義塾大学医学部に吸収され廃止）
3. 1944年 東京慈恵会医科大学附属医学専門部（東京慈恵会医科大学医学部に吸収され廃止）
4. 1944年 日本医科大学附属医学専門部（日本医科大学医学部に吸収され廃止）

#### 官立

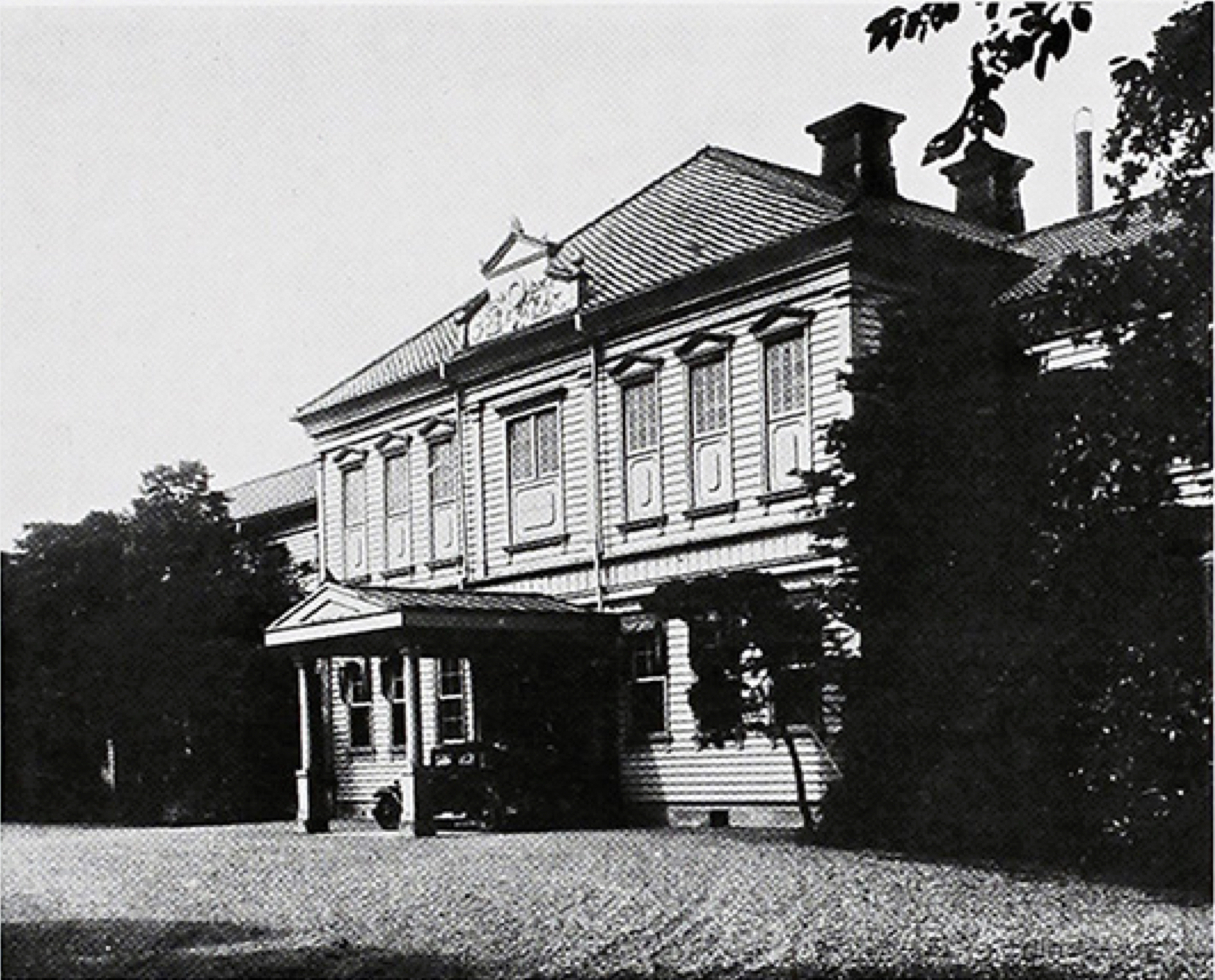
東京音楽学校

官立・公立の医専の多くは、戦時体制の中で、医者の確保のために設置された。なお戦後、設備等の事情で廃校になったものがある（これに関しては戦後特設高等学校も参照）。
1. 1910年 新潟医学専門学校（新潟医科大学に吸収され廃止）
2. 1943年 前橋医学専門学校→前橋医科大学に併設（群馬大学医学部に吸収され廃止）
3. 1943年 徳島県立徳島医学専門学校→徳島医学専門学校（官立に移管）→徳島医科大学に併設→徳島高等学校（徳島大学医学部に吸収され廃止）
4. 1944年 青森医学専門学校→弘前医科大学に併設（弘前大学医学部に吸収され廃止）
5. 1944年 東京医学歯学専門学校医学科→東京医科歯科大学に併設（東京医科歯科大学医学部に吸収され廃止）
6. 1944年 松本医学専門学校→松本医科大学に併設（信州大学医学部に吸収され廃止）
7. 1945年 米子医学専門学校→米子医科大学に併設（鳥取大学医学部に吸収され廃止）

#### 公立
官立・公立の医専の多くは、戦時体制の中で、医者の確保のために設置された。なお戦後、設備等の事情で廃校になったものがある（これに関しては戦後特設高等学校も参照）。
1. 1903年 愛知県立医学専門学校（愛知医科大学に吸収され廃止→名古屋医科大学→名古屋帝国大学医学部）
2. 1903年 京都府立医学専門学校（京都府立医科大学）
3. 1903年 大阪府立大阪医学校（専門学校令準拠の大阪府立大阪医科大学→大学令準拠の大阪医科大学→大阪帝国大学医学部）
4. 1943年 鹿児島県立医学専門学校（県立鹿児島医科大学→県立鹿児島大学医学部→鹿児島県立大学医学部→鹿児島大学医学部）
5. 1944年 横浜市立医学専門学校（横浜医科大学→横浜市立大学医学部）
6. 1944年 山梨県立医学専門学校（山梨県立高等学校→廃止）
7. 1944年 三重県立医学専門学校（三重県立医科大学→三重県立大学医学部→三重大学医学部）
8. 1944年 大阪市立医学専門学校（大阪市立医科大学→大阪市立大学医学部→大阪公立大学医学部）
9. 1944年 兵庫県立医学専門学校（兵庫県立医科大学→兵庫県立神戸医科大学→神戸大学医学部）
10. 1944年 山口県立医学専門学校（山口県立医科大学→山口大学医学部）
11. 1944年 福岡県立医学歯学専門学校医学科（県立福岡高等学校→廃止）
12. 1945年 奈良県立医学専門学校（奈良県立医科大学）
13. 1945年 和歌山県立医学専門学校（和歌山県立医科大学）
14. 1945年 広島県立医学専門学校（広島県立医科大学→広島医科大学→広島大学医学部）

#### 外地[10]
1. 1899年 台湾総督府医学校→台湾総督府医学専門学校→台北医学専門学校→台北帝国大学附属医学専門部（国立台湾大学医学専修科→国立台湾大学医学院に吸収）
2. 1916年 京城医学専門学校（ソウル大学校医科大学）
3. 1933年 平壌医学専門学校（平壌医学大学）
4. 1933年 大邱医学専門学校（慶北大学校医科大学）
5. 1944年 光州医学専門学校（全南大学校医科大学）
6. 1944年 咸興医学専門学校（咸興医学大学）
7. 1922年 セブランス連合医科専門学校→旭医学専門学校（セブランス医科大学→延世大学校医科大学）
8. 1943年 樺太医学専門学校（廃止、引き揚げた教職員・学生は北海道大学附属医学専門部に収容）
9. 1941年 旅順医学専門学校（廃止）
10. 1944年 青島医学専門学校（青島医学院→青島大学医学院）

#### 私立
1. 1903年 東京慈恵会医院専門学校（東京慈恵会医科大学）
2. 1904年 私立熊本医学専門学校→熊本県立熊本医学専門学校（熊本医科大学に吸収され廃止→熊本大学医学部）
3. 1912年 日本医学専門学校（日本医科大学）
4. 1918年 東京医学専門学校（東京医科大学）
5. 1925年 日本大学専門部医学科（日本大学医学部）
6. 1927年 大阪高等医学専門学校（大阪医科大学→大阪医科薬科大学）
7. 1928年 岩手医学専門学校（岩手医科大学）
8. 1928年 昭和医学専門学校（昭和医科大学→昭和大学）
9. 1928年 九州医学専門学校（久留米医科大学→久留米大学）
10. 1943年 順天堂医学専門学校（順天堂医科大学→順天堂大学）

### 女子医学

#### 公立
官立・公立の医専の多くは、戦時体制の中で、医者の確保のために設置された。なお戦後、設備等の事情で廃校になったものがある。
1. 1943年 名古屋市立女子高等医学専門学校（名古屋女子医科大学→名古屋市立大学医学部）
2. 1944年 福島県立女子医学専門学校（福島県立医科大学）
3. 1944年 岐阜県立女子医学専門学校（岐阜県立医科大学→岐阜医工科大学医学部→岐阜県立大学医学部→岐阜県立医科大学→岐阜大学医学部）
4. 1945年 北海道庁立女子医学専門学校（札幌医科大学）
5. 1945年 秋田県立女子医学専門学校（秋田県立高等学校→廃止）
6. 1945年 山梨県立女子医学専門学校（山梨県立高等学校→廃止）
7. 1945年 高知県立女子医学専門学校（高知女子大学→高知県立大学）

#### 私立
1. 1912年 東京女子医学専門学校（東京女子医科大学）
2. 1925年 帝国女子医学専門学校→帝国女子医学薬学専門学校→東邦女子医学薬学専門学校（東邦大学）
3. 1928年 大阪女子高等医学専門学校（大阪女子医科大学→関西医科大学）

#### 外地
1. 1938年 京城女子医学専門学校→（高麗大学校医科大学）
2. 1945年 大連女子医学専門学校（廃止）

## 旧制歯科医学専門学校
戦後、設備等の事情で廃校になったものがある。

### 歯学

#### 官立
1. 1928年 東京高等歯科医学校→東京医学歯学専門学校（東京医科歯科大学）

#### 公立
1. 1921年 私立九州歯科医学専門学校→福岡県立医学歯学専門学校→福岡県立歯科医学専門学校（九州歯科大学）

#### 私立
1. 1907年 東京歯科医学専門学校（東京歯科大学）
2. 1907年 日本歯科医学専門学校（日本歯科大学）
3. 1916年 東洋歯科医学専門学校→日本大学専門部歯科（日本大学歯学部）
4. 1917年 大阪歯科医学専門学校（大阪歯科大学）

#### 外地
1. 京城歯科医学専門学校（ソウル大学校歯科大学）

### 女子歯学

#### 私立
1. 1922年 日本女子歯科医学専門学校（旧制日本高等学校→日本女子衛生短期大学→神奈川歯科大学・神奈川歯科大学短期大学部）
2. 1926年 東洋女子歯科医学専門学校（旧制東洋高等学校→東洋女子短期大学→東洋学園大学）

## 旧制薬学専門学校

### 薬学

#### 旧制高等学校医学部系
1. 第一高等学校医学部薬学科→1901年千葉医学専門学校薬学科→→千葉医科大学附属薬学専門部（千葉大学薬学部）
2. 第二高等学校医学部薬学科→医学科に吸収され一旦廃止→→東北大学医学部薬学科（東北大学薬学部）
3. 第三高等学校医学部薬学科→医学科に吸収され一旦廃止→→岡山大学医学部薬学科（岡山大学薬学部）
4. 第四高等学校医学部薬学科→1901年金沢医学専門学校薬学科→→金沢医科大学附属薬学専門部（金沢大学薬学部）
5. 第五高等学校医学部薬学科→1918年長崎医学専門学校薬学科→→長崎医科大学附属薬学専門部（長崎大学薬学部）

#### 薬学専門部
1. 1949年 大阪大学附属薬学専門部（大阪薬学専門学校より）→（大阪大学医学部薬学科に吸収され→大阪大学薬学部）

#### 官立

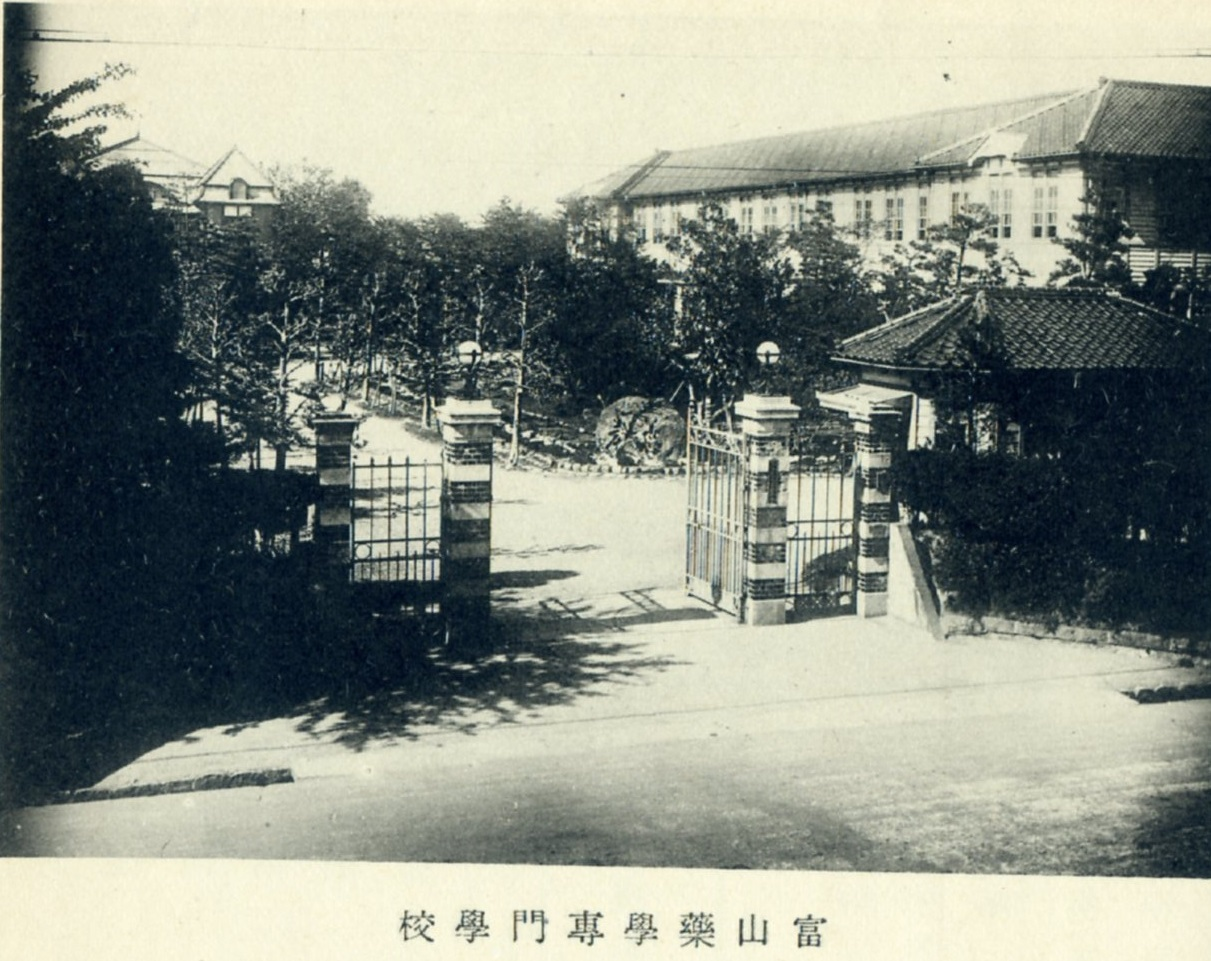
富山薬学専門学校

1. 1920年（官立）富山薬学専門学校（富山県立薬学専門学校より）→（富山大学薬学部→富山医科薬科大学薬学部→富山大学薬学部）
2. 1925年（官立）熊本薬学専門学校（九州薬学専門学校より）→（熊本大学薬学部）

#### 公立
1. 1932年 （市立）岐阜薬学専門学校→（岐阜薬科大学）
2. 1946年 名古屋市立名古屋薬学専門学校（名古屋薬学専門学校より）→（名古屋薬科大学→名古屋市立大学薬学部）
3. 1952年 静岡県立薬学専門学校（静岡薬学専門学校より）→（静岡薬科大学→静岡県立大学薬学部）

#### 私立
1. 1917年 東京薬学専門学校→（東京薬科大学）
2. 1919年 京都薬学専門学校→（京都薬科大学）
3. 1923年 明治薬学専門学校→（明治薬科大学）
4. 1925年 道修女子薬学専門学校→（大阪薬科大学）→（大阪医科薬科大学薬学部）
5. 1930年 帝国女子医学薬学専門学校→（東邦大学）
6. 1930年 東京女子薬学専門学校→（明治薬科大学）
7. 1930年 昭和女子薬学専門学校→（昭和薬科大学）
8. 1930年 共立女子薬学専門学校→（共立薬科大学）→（慶應義塾大学薬学部）
9. 1931年 東京薬学専門学校女子部→（東京薬科大学）
10. 1932年 神戸女子薬学専門学校→（神戸薬科大学）
11. 1939年 東北薬学専門学校→（東北薬科大学）→（東北医科薬科大学薬学部）
12. 1941年 星薬学専門学校→（星薬科大学）
13. 1945年 静岡女子薬学専門学校→1950年 静岡薬学専門学校→（静岡県立薬学専門学校として公立移管）

#### 外地
1. 京城薬学専門学校（ソウル大学校薬学大学）

## 旧制高等農林学校
一覧は獣医学・農業・女子農芸・園芸・繊維を含む。

### 獣医学

#### 官立
1. 1941年 帯広高等獣医学校→帯広獣医畜産専門学校→帯広農業専門学校（帯広畜産大学）

#### 公立
1. 1942年 大阪府立大阪高等獣医学校→大阪府立大阪獣医畜産専門学校（浪速大学農学部→大阪府立大学農学部→大阪公立大学獣医学部）
2. 1944年 山口県立山口高等獣医学校→山口県立山口獣医畜産専門学校（山口大学農学部）

#### 私立
1. 1930年 東京高等獣医学校→東京獣医畜産専門学校（東京獣医畜産大学→日本大学農学部と合併・同農獣医学部へ（現・生物資源科学部））
2. 1938年 日本高等獣医学校→日本獣医畜産専門学校（日本獣医畜産大学→日本獣医生命科学大学）
3. 1934年 麻布獣医専門学校→麻布獣医畜産専門学校（麻布獣医科大学→麻布大学）
4. 1944年 慶應義塾獣医畜産専門学校→慶應義塾農業高等学校→慶應義塾志木高等学校

### 農業

#### 公立
1. 1944年 大阪府立大阪農業専門学校（浪速大学農学部→大阪府立大学農学部〔現：生命環境科学部〕）
2. 1946年 福岡市立農業専門学校→福岡県立福岡農業専門学校（廃止）
3. 1946年 岡山県立岡山農業専門学校（岡山大学農学部）
4. 1947年 香川県立農業専門学校（香川県立農科大学→香川大学農学部）

#### 外地
1. 1944年 大邱農業専門学校（慶北大学校農科大学→慶北大学校農業科学生命大学）

#### 私立
1. 1946年 農民講道館農業専門学校→埼玉農業専門学校（農民講道館農業短期大学→廃校）
2. 1946年 明治農業専門学校（明治大学農学部）

### 女子農芸

#### 私立
1. 1945年 恵泉女子農芸専門学校→恵泉女学園専門学校（恵泉女学園短期大学→恵泉女学園大学）
2. 1945年 大和農芸女子専門学校（大和農芸家政短期大学→大和学園女子短期大学→聖セシリア女子短期大学）
3. 1946年 淑徳女子農芸専門学校（淑徳短期大学）

### 園芸
詳細は当該項目を参照

#### 官立
1. 1909年 千葉県立園芸専門学校→千葉県立高等園芸学校→（官立）千葉高等園芸学校→千葉農業専門学校（千葉大学園芸学部）

### 繊維

#### 官立

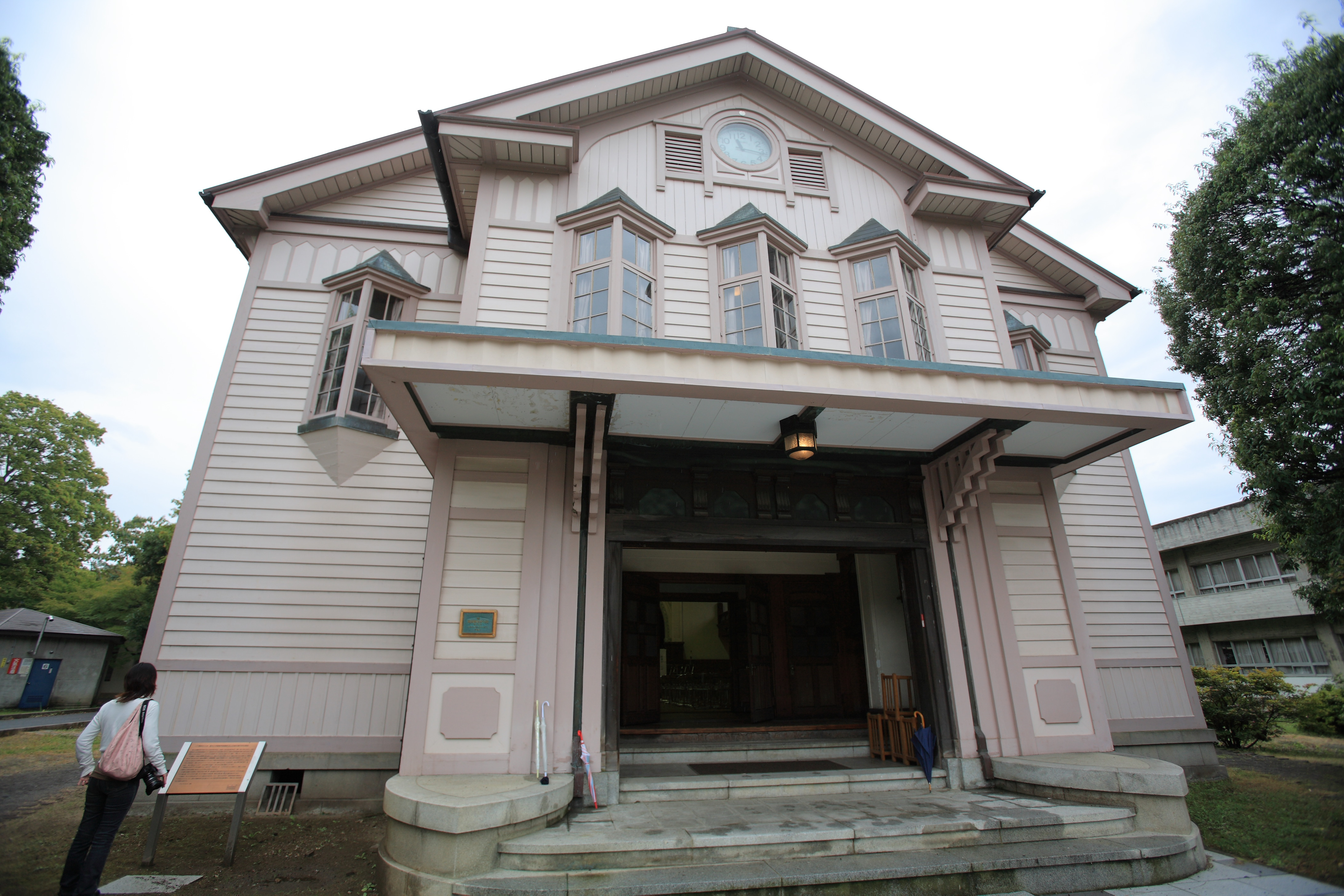
上田蚕糸専門学校

1. 上田蚕糸専門学校→上田繊維専門学校（信州大学繊維学部）
2. 東京高等蚕糸学校→東京繊維専門学校（東京農工大学繊維学部→同工学部）
3. 京都高等蚕業学校→京都高等蚕糸学校→京都繊維専門学校（京都工芸繊維大学繊維学部）

### 農林

#### 農林専門部
1. 1945年 北海道帝国大学附属農林専門部（北海道大学農学部に吸収）

#### 官立

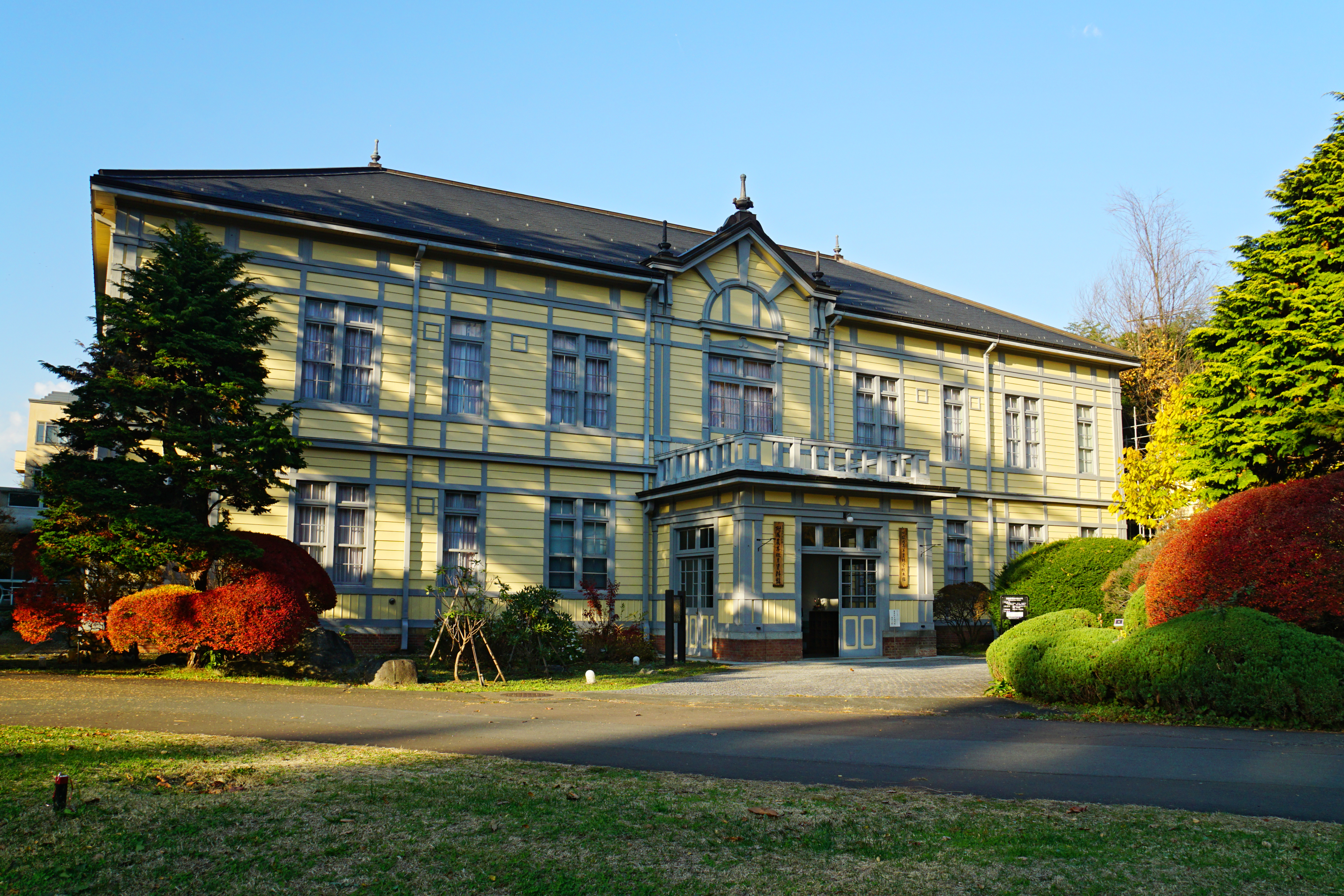
盛岡高等農林学校

1. 1902年 盛岡高等農林学校→盛岡農林専門学校（岩手大学農学部）
2. 1908年 鹿児島高等農林学校→鹿児島農林専門学校（鹿児島大学農学部）
3. 1920年 鳥取高等農業学校→鳥取高等農林学校→鳥取農林専門学校（鳥取大学農学部）
4. 1921年 三重高等農林学校→三重農林専門学校（三重大学農学部〔現：生物資源学部〕）
5. 1922年 宇都宮高等農林学校→宇都宮農林専門学校（宇都宮大学農学部）
6. 1923年 岐阜高等農林学校→岐阜農林専門学校（岐阜大学農学部〔現：応用生物科学部〕）
7. 1924年 宮崎高等農林学校→宮崎農林専門学校（宮崎大学農学部）
8. 1935年 東京高等農林学校→東京農林専門学校（東京農工大学農学部）
9. 1937年 東京農業教育専門学校（東京教育大学農学部→筑波大学第二学群農林学類〔現：生命環境学群・生物資源学類〕）

#### 公立
1. 1944年 京都府立高等農林学校→京都府立農林専門学校（西京大学農学部→京都府立大学生命環境学部）
2. 1945年 愛媛県立農林専門学校（愛媛県立松山農科大学→愛媛大学農学部）
3. 1945年 長野県立農林専門学校（信州大学農学部）
4. 1945年 新潟県立農林専門学校（新潟大学農学部）
5. 1947年 山形県立農林専門学校（山形大学農学部）
6. 1947年 静岡県立静岡農林専門学校（静岡県立静岡農科大学→静岡大学農学部）
7. 1947年 島根県立農林専門学校（島根県立島根農科大学→島根大学農学部）

#### 外地
1. 1918年 水原高等農林学校→水原農林専門学校（ソウル大学校農科大学→ソウル大学校農業科学生命大学）
2. 1919年 台湾総督府農林専門学校→1922年台湾総督府高等農林学校→台北高等農林学校→台北帝国大学附属農林専門部→台中高等農林学校→台中農林専門学校→台湾省立台中農業専科学校（台湾省立農学院→台湾省立中興大学農学院→国立中興大学農学院）

#### 私立
1. 1946年 群馬農林専門学校（廃止）

## 旧制法律学校

### 法律

#### 官立
1. 1894年 第三高等学校法学部→廃止（建物・設備・敷地を京都帝大に譲った）

#### 私立
1. 1940年 九州専門学校→戸畑専門学校→八幡専門学校（八幡大学→九州国際大学）

#### 外地
1. 京城法学専門学校（京城高等商業学校と併合）

## 旧制外国語学校
一覧は外事を含む。

### 外事

#### 官立
1. 1899年 東京外国語学校→東京外事専門学校（東京外国語大学）
2. 1921年 大阪外国語学校→大阪外事専門学校（大阪外国語大学→大阪大学外国語学部）

#### 公立
1. 1946年 神戸市立外事専門学校（神戸市外国語大学）
2. 1946年 市立小倉外事専門学校（北九州外国語大学→北九州大学外国語学部→北九州市立大学外国語学部）

#### 私立
1. 1927年 天理語学専門学校（天理短期大学外国語科→天理大学外国語学部を経て現在国際文化学部）
2. 1942年 東洋語学専門学校→熊本語学専門学校（熊本短期大学→熊本商科大学→熊本学園大学）
3. 1944年 東亜専門学校→東亜外事専門学校→千葉外事専門学校（麗澤短期大学→麗澤大学）
4. 1944年 善隣協会専門学校→善隣高等商業学校→善隣外事専門学校→善隣専門学校→（善隣大学→日本商科大学→廃止・学生は明治学院に引き継ぎ）
5. 1944年 同志社外事専門学校（同志社大学に吸収）
6. 1946年 南山外国語専門学校→名古屋外国語専門学校（南山大学）
7. 1947年 京都外国語学校（京都外国語短期大学→京都外国語大学）
8. 1947年 福岡外事専門学校（福岡商科大学→福岡大学）
9. 1947年 松山語学専門学校（松山外国語短期大学→廃止）

## 旧制高等商業学校
一覧は工業経営を含む。

### 工業経営

#### 工業経営専門部
1. 東京商科大学→東京商科大学附属工業経営専門部→東京産業大学附属工業経営専門部（1946年4月廃止）
2. 神戸経済大学附属経営学専門部（1951年廃止）

#### 官立
1. 長崎高等商業学校→長崎工業経営専門学校（併設）（1946年4月廃止）
2. 横浜高等商業学校→横浜工業経営専門学校（併設）（1946年3月廃止）
3. 名古屋高等商業学校→名古屋工業経営専門学校（併設）（1946年3月廃止）

#### 公立
1. 大阪商科大学高等商業部→大阪工業経営専門学校（転換）（1947年大阪商大高商部に再転換し廃止）

#### 私立
1. 延禧専門学校→京城工業経営専門学校（延世大学校）

### 商業

#### 商学専門部

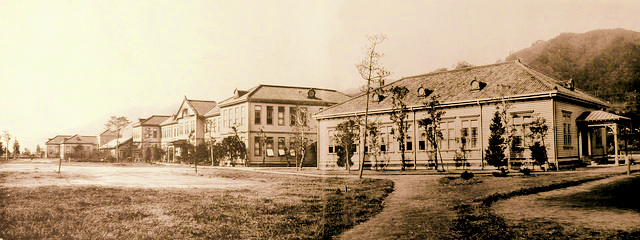
神戸高等商業学校

1. 1887年 高等商業学校→東京高等商業学校→東京商科大学附属商学専門部→東京産業大学附属商学専門部→東京商科大学附属商学専門部（一橋大学商学部）
2. 1901年 市立大阪高等商業学校→大阪市立高等商業学校→大阪商科大学高等商業部（大阪市立大学商学部・経済学部・法学部）

- 戦時中、工業経営専門学校に転換した大阪商大高商部については「工業経営」の項も参照のこと。

1. 1902年 神戸高等商業学校→神戸商業大学附属商学専門部（神戸商業大学に吸収された）

#### 官立
1. 1886年 山口高等中学校→山口高等学校（旧旧山高）→山口高等商業学校→山口経済専門学校（山口大学経済学部）
2. 1905年 長崎高等商業学校→長崎経済専門学校（長崎大学経済学部）
3. 1910年 小樽高等商業学校→小樽経済専門学校（小樽商科大学）
4. 1920年 名古屋高等商業学校→名古屋経済専門学校（名古屋大学経済学部）
5. 1921年 福島高等商業学校→福島経済専門学校（福島大学経済学部→人文社会学群経済経営学類）
6. 1921年 大分高等商業学校→大分経済専門学校（大分大学経済学部）
7. 1922年 彦根高等商業学校→彦根経済専門学校→彦根工業専門学校→彦根経済専門学校（滋賀大学経済学部）
8. 1922年 和歌山高等商業学校→和歌山経済専門学校→和歌山工業専門学校→和歌山経済専門学校（和歌山大学経済学部）
9. 1923年 高松高等商業学校→高松経済専門学校（香川大学経済学部）
10. 1923年 横浜高等商業学校→横浜経済専門学校（横浜国立大学経済学部・経営学部）
11. 1924年 高岡高等商業学校→高岡経済専門学校→高岡工業専門学校（富山大学文理学部経済学科として事実上復活し1953年に経済学部昇格）

- 戦時中、工業経営専門学校を併設した長崎・名古屋・横浜については「工業経営」の項、工業専門学校に転換した彦根・高岡・和歌山については「工業」の項も参照のこと。

#### 公立
1. 1928年 横浜市立横浜商業専門学校→横浜市立経済専門学校（横浜市立大学国際総合科学部経営科学系）
2. 1929年 兵庫県立神戸高等商業学校→兵庫県立経済専門学校（神戸商科大学→兵庫県立大学経済学部・経営学部）

#### 外地
1. 1915年 普成専門学校→京城拓殖経済専門学校（高麗大学校）
2. 1919年 台湾総督府高等商業学校→台北高等商業学校→台北経済専門学校→台湾省立台北商業専科学校（台湾大学法学院商学系→台湾大学管理学院）
3. 1919年 台湾総督府商業専門学校→台南高等商業学校→台北高等商業学校台南分校→（1930年廃止）
4. 1920年 日露協会学校→ハルピン学院（廃止)）
5. 1921年 東亜同文書院→東亜同文書院大学専門部（愛知大学）
6. 1922年 京城高等商業学校→京城経済専門学校（ソウル大学校）
7. 1939年 北京興亜学院→北京経済専門学校（廃止）
8. 1941年 大連高等商業学校→大連経済専門学校（廃止）

#### 私立
1. 1903年 東洋商業専門学校（1908年廃止）
2. 1912年 高千穂高等商業学校→高千穂経済専門学校（高千穂大学）
3. 1916年 成蹊実業専門学校（1925年廃止）
4. 1916年 青山学院高等商業学校（1944年閉鎖）
5. 1920年 大倉高等商業学校→大倉経済専門学校（東京経済大学）
6. 1922年 同志社高等商業学校→同志社経済専門学校（同志社大学）
7. 1923年 松山高等商業学校→松山経済専門学校（松山大学）
8. 1927年 女子文化高等学院→女子経済専門学校（新渡戸文化短期大学）
9. 1928年 巣鴨高等商業学校→巣鴨経済専門学校（千葉商科大学）
10. 1928年 大阪城東商業学校（交野女子専門学校と共に城東専門学校に包括。大阪商業大学）
11. 1929年 日本女子高等商業学校→日本女子経済専門学校（日本女子経済短期大学→嘉悦大学）
12. 1932年 鹿児島高等商業学校→鹿児島経済専門学校（鹿児島商科短期大学→鹿児島国際大学）
13. 1932年 浪華高等商業学校→昭和高等商業学校→大阪女子経済専門学校→大阪経済専門学校（大阪経済大学）
14. 1934年 福岡高等商業学校→九州経済専門学校→福岡経済専門学校（福岡大学）
15. 関西学院高等商業学校→関西学院専門学校（関西学院大学）
16. 1940年 甲陽高等商業学校→甲陽工業専門学校（1948年廃止）
17. 1941年 福知山高等商業学校→福知山工業専門学校（山陰短期大学 → 京都短期大学 →成美大学短期大学部(2017年廃止）、京都創成大学(2000年） → 成美大学 → 福知山公立大学(2016年））
18. 1945年 日本経済専門学校（興亜専門学校を1945年に改組。日本経済短期大学→亜細亜大学（1955年））

## 旧制高等工業学校
一覧は工芸・航空・土木を含む。

### 工芸

#### 官立
1. 京都高等工芸学校→京都工業専門学校（京都工芸繊維大学工芸学部）
2. 東京高等工芸学校→東京工業専門学校（千葉大学工学部）

### 航空

#### 公立
1. 東京府立航空高等工業学校→東京都立航空高等工業学校→東京都立航空工業専門学校→東京都立理工専門学校（東京都立大学工学部→→首都大学東京都市教養学部理工学系・都市環境学部→→東京都立大学システムデザイン学部・都市環境学部）
2. 大阪府立航空高等工業学校→大阪府立第三工業専門学校→大阪府立機械工業専門学校（浪速大学工学部別科→大阪府立大学工業短期大学部第一部）

#### 私立
1. 航空科学専門学校→東海専門学校（電波科学専門学校と合併）→東海科学専門学校（東海大学）
2. 法政大学航空工業専門学校→法政工業専門学校（法政大学）
3. 関東学院航空工業専門学校→関東学院工業専門学校（関東学院大学）
4. 東北学院航空工業専門学校→東北学院工業専門学校（東北学院大学）
5. 大日本滑空工業専門学校→筑波工業専門学校（法政大学に吸収され、廃止）

### 土木

#### 土木専門部
1. 北海道帝国大学附属土木専門部（室蘭工業大学）

### 工業

#### 工大
1. 東京高等工業学校（東京工業大学）
2. 1901年の大阪高等工業学校→大阪工業大学附属工学専門部（大阪工業大学に吸収され→大阪帝国大学工学部→大阪大学工学部）
3. 旅順工科学堂（旅順工科大学→廃止）

#### 工業専門部
1. 九州帝国大学附属工業専門部（九州大学工学部に吸収され）
2. 東京工業大学附属工業専門部（新制東京工業大学発足前に廃止）

#### 官立

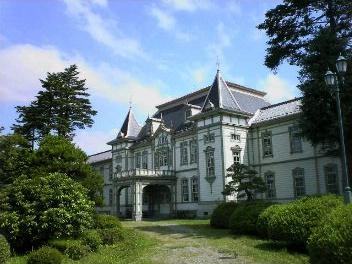
米沢高等工業学校

1. 第三高等学校工学部→廃止（建物・設備・敷地を京都帝大に譲った）
2. 第五高等学校工学部→熊本高等工業学校→熊本工業専門学校（熊本大学工学部）
3. 米沢高等工業学校→米沢工業専門学校（山形大学工学部）
4. 桐生高等染織学校→桐生高等工業学校→桐生工業専門学校（群馬大学工学部）
5. 横浜高等工業学校→横浜工業専門学校（横浜国立大学工学部）
6. 広島高等工業学校→広島工業専門学校（広島大学工学部）
7. 金沢高等工業学校→金沢工業専門学校（金沢大学工学部）
8. 仙台高等工業学校→（包摂）東北帝国大学工学専門部→（分離独立）仙台高等工業学校→仙台工業専門学校（東北帝国大学工学部と合流して東北大学工学部）
9. 明治工業専門学校（九州工業大学）
10. 神戸高等工業学校→神戸工業専門学校（神戸大学工学部）
11. 浜松高等工業学校→浜松工業専門学校（静岡大学工学部）
12. 徳島高等工業学校→徳島工業専門学校（徳島大学工学部）
13. 長岡高等工業学校→長岡工業専門学校（新潟大学工学部[長岡]→新潟市内に移転）
14. 福井高等工業学校→福井工業専門学校（福井大学工学部）
15. 山梨高等工業学校→山梨工業専門学校（山梨大学工学部）
16. 室蘭高等工業学校→室蘭工業専門学校（室蘭工業大学）
17. 盛岡高等工業学校→盛岡工業専門学校（岩手大学工学部）
18. 多賀高等工業学校→多賀工業専門学校（茨城大学工学部）
19. 1939年の大阪高等工業学校→大阪工業専門学校（浪速大学工学部→大阪府立大学工学部）
20. 宇部高等工業学校→宇部工業専門学校（山口大学工学部）
21. 長野高等工業学校→長野工業専門学校（信州大学工学部）
22. 新居浜高等工業学校→新居浜工業専門学校（愛媛大学工学部[新居浜]→松山市内に移転）
23. 久留米高等工業学校→久留米工業専門学校（九州大学工学部と併合）
24. 彦根高等商業学校→彦根工業専門学校（転換）（滋賀県立短期大学工業科→滋賀県立大学工学部）
25. 高岡高等商業学校→高岡工業専門学校（転換）（富山大学工学部[高岡]→富山市内に移転）
26. 和歌山高等商業学校→和歌山工業専門学校（転換）（1965年‐和歌山大学経済学部産業工学科→和歌山大学システム工学部）
27. 名古屋高等工業学校→名古屋工業専門学校（名古屋工業大学）

#### 公立
1. 東京府立高等工業学校→東京都立高等工業学校→東京都立工業専門学校（東京都立大学 (1949-2011)工学部→首都大学東京都市教養学部理工学系・都市環境学部）
2. 東京府立航空高等工業学校→東京都立航空高等工業学校→東京都立理工専門学校（東京都立大学 (1949-2011)工学部→首都大学東京都市教養学部理工学系）
3. 東京都立機械高等工業学校→東京都立機械工業専門学校（東京都立大学工学部→→首都大学東京都市教養学部理工学系・都市環境学部）
4. 東京府立化学高等工業学校→東京都立化学高等工業学校→東京都立化学工業専門学校（東京都立大学工学部→→首都大学東京都市教養学部理工学系・都市環境学部）
5. 大阪府立堺高等工業学校→大阪府立堺工業専門学校→大阪府立化学工業専門学校（浪速大学工学部→大阪府立大学工学部）
6. 大阪府立淀川高等工業学校→大阪府立電機工業専門学校→大阪府立淀川工業専門学校（浪速大学工学部別科→大阪府立大学工業短期大学部第二部）
7. 大阪市立都島高等工業学校→大阪市立都島工業専門学校（大阪市立大学理工学部→現理学部・工学部）
8. 愛知県立高等工業学校→愛知県立工業専門学校（名古屋工業大学）
9. 岐阜県立高等工業学校→岐阜県立工業専門学校→岐阜工業専門学校（岐阜医工科大学工学部→岐阜県立大学工学部→岐阜大学工学部）
10. 兵庫県立高等工業学校→兵庫県立工業専門学校（姫路工業大学→兵庫県立大学工学部・理学部）
11. 宮崎県高等工業学校→宮崎県工業専門学校（宮崎大学工学部）
12. 広島市立工業専門学校（広島大学工学部）
13. 鹿児島県立工業専門学校（県立鹿児島大学工学部→鹿児島県立大学工学部→鹿児島大学工学部）

#### 外地

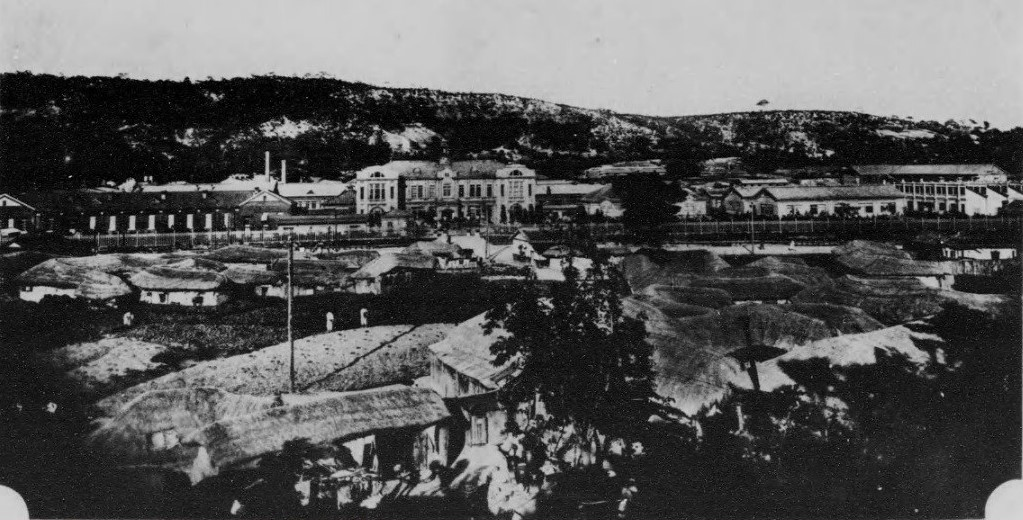
京城工業専門学校

1. 台南高等工業学校→台南工業専門学校→台湾省立台南工業専科学校（台湾省立工学院→台湾省立成功大学工学院→国立成功大学工学院）
2. 京城高等工業学校→京城工業専門学校→ソウル経済専門学校（ソウル大学校工科大学）
3. 大同工業専門学校→平壌工業専門学校（金日成総合大学?）
4. 南満洲工業専門学校→大連工業専門学校→大連大学工学院→大連理工大学化工学院
5. 北京工業専門学校
6. 旅順工科学堂→旅順工科大学附属工学専門部（廃止）

#### 私立
1. 芝浦高等工学校→芝浦工業専門学校（芝浦工業大学）
2. 工学院工業専門学校（工学院大学）
3. 関西高等工学校→関西高等工業学校→摂南高等工業学校→摂南工業専門学校（大阪工業大学）
4. 東京電機高等工業学校→電機工業専門学校（東京電機大学）
5. 武蔵高等工科学校→武蔵工業専門学校（武蔵工業大学→東京都市大学）
6. 電波科学専門学校→東海専門学校（航空科学専門学校と合併）→東海科学専門学校（東海大学）
7. 久我山電波工業専門学校→久我山工業専門学校（久我山大学→廃止）
8. 小西寫眞専門学校→東京写真専門学校→東京写真工業専門学校（東京写真短期大学→東京写真大学→東京工芸大学）※芸術系旧制専門学校の一覧にも記載

※私立工業専門学校は大学附属の専門学校も参照

## 旧制高等商船学校

### 商船

#### 官立
1. 東京高等商船学校→高等商船学校東京分校と海務学院（中絶→東京に移転した東京商船大学→東京海洋大学海洋工学部）
2. 清水高等商船学校→高等商船学校清水分校（商船大学[清水]→東京に移転[東京商船大学]）→東京海洋大学海洋工学部）
3. 神戸高等商船学校→高等商船学校神戸分校と海技学院（[神戸商船]神戸商船大学→神戸大学海事科学部）（[海技学院]海技大学校→兵庫芦屋に移転）

## 旧制女子専門学校

### 女子

#### 公立
1. 東京府立女子専門学校→東京都立女子専門学校（東京都立大学 (1949-2011)→首都大学東京）
2. 京都府立女子専門学校（西京大学文家政学部→京都府立大学文家政学部）
3. 大阪市立女子専門学校（大阪市立大学家政学部）
4. 福岡県立女子専門学校（福岡女子大学）
5. 大阪府女子専門学校（大阪女子大学→大阪府立大学）
6. 熊本県立女子専門学校（熊本女子大学→熊本県立大学）
7. 宮城県女子専門学校（東北大学農学部家政学科、第三教養部）
8. 岩手県立女子専門学校（盛岡短期大学→岩手県立大学盛岡短期大学部）
9. 愛知県立女子専門学校（愛知県立女子短期大学→愛知県立女子大学→愛知県立大学）
10. 広島県立広島女子専門学校（広島女子短期大学→広島女子大学→県立広島女子大学→県立広島大学）
11. 山口県立女子専門学校（山口女子短期大学→山口女子大学→山口県立大学）
12. 長崎県立女子専門学校（長崎県立女子短期大学→長崎県立短大に統合→長崎県立国際経済大→長崎県立大学）
13. 尾道市立女子専門学校（尾道短期大学→尾道大学）
14. 長野県女子専門学校（長野県短期大学）
15. 岐阜女子専門学校→岐阜専門学校（岐阜短期大学→岐阜市立女子短期大学）
16. 鹿児島県立女子専門学校（鹿児島県立大学短期大学部→鹿児島県立短期大学）
17. 名古屋市立女子専門学校（名古屋市立女子短期大学→名古屋市立大学）
18. 島根県立松江女子専門学校（島根県立島根農科大学女子家政短期大学部→島根女子短期大学→島根県立島根女子短期大学）
19. 滋賀県立女子専門学校（滋賀県立短期大学→滋賀県立大学）
20. 水戸市立女子専門学校（廃止）

#### 外地
1. 台北女子専門学校（廃止）
2. 梨花女子専門学校→京城女子専門学校（梨花女子大学校）
3. 中央女子専門学校（中央大学校）
4. 淑明女子専門学校（淑明女子大学校）

## 芸術系旧制専門学校

### 芸術

#### 官立
1. 東京美術学校（東京芸術大学美術学部）
2. 東京音楽学校（東京芸術大学音楽学部）

#### 公立
1. 京都府画学校→京都市美術学校→京都市美術工芸学校→京都市立美術工芸学校→京都市立絵画専門学校→京都市立美術専門学校（京都市立美術大学→京都市立芸術大学美術学部）
2. 金沢美術工芸専門学校（金沢美術工芸短期大学→金沢美術工芸大学）

#### 私立
1. 東洋音楽学校→東洋音楽専門学校（東洋音楽短期大学→東洋音楽大学→東京音楽大学）
2. 大阪音楽学校（大阪音楽大学）
3. 東京音楽高等学院→国立音楽学校（国立音楽大学）
4. 武蔵野音楽学校（武蔵野音楽大学）
5. 帝国美術学校→武蔵野美術学校（武蔵野美術短期大学→武蔵野美術大学）
6. 女子美術学校→女子美術専門学校（女子美術大学）
7. 多摩帝国美術学校→多摩造形芸術専門学校（多摩美術短期大学→多摩美術大学）
8. 東邦音楽学校（東邦音楽短期大学→東邦音楽大学）
9. 東京声専音楽学校（昭和音楽短期大学→昭和音楽大学短期大学部）
10. 小西寫眞専門学校→東京写真専門学校→東京写真工業専門学校（東京写真短期大学→東京写真大学→東京工芸大学）※旧制高等工業学校の一覧にも記載

## 宗教系旧制専門学校

### 宗教

#### 官立（神道系）
1. 神宮皇學館→神宮皇學館大學附属専門部（戦後廃止・中絶→私立皇學館大学として復活）

#### 私立
- 多くの宗教系学校は専門学校令（1903年）による専門学校として設置が認められた。
- 大学令（1919年）により帝国大学以外でも大学の設置が認められるようになると、多くの学校が旧制大学に昇格したが、旧制専門学校に該たる大学専門部を残している。

##### 仏教系
- 1945年以前に旧制大学に昇格した学校

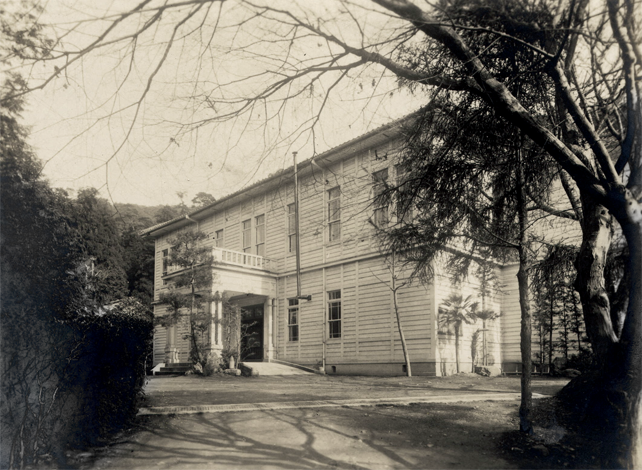
佛教専門学校

1. 1904年 日蓮宗大学林（宗教院（1872年）を専門学校に認可）→日蓮宗大学→大学令による立正大学に昇格（1924年）
2. 1904年 天台宗大学（天台宗大学林（1873年）を専門学校に認可）→大学令による大正大学に昇格（1926年）
3. 1904年 曹洞宗大学林（曹洞宗専門学本校（1875年）を専門学校に認可）→曹洞宗大学（1905年）→大学令による駒澤大学に昇格（1925年）
4. 1904年 真宗大学（真宗大学寮（1882年）を専門学校に認可）→真宗大谷大学→大学令による大谷大学に昇格（1923年）
5. 1905年 仏教大学（大教校（1879年）を専門学校に認可）→大学令による龍谷大学に昇格（1922年）
6. 1907年 宗教大学（本部宗学校（1876年）→浄土宗宗学本校（1887年）を専門学校に認可）→大学令による大正大学に昇格
7. 1908年 豊山大学（新義派大学林（1887年）を専門学校に認可）→大学令による大正大学に昇格
8. 1909年 真言宗連合高野大学（真言宗古義大学林（1886年）を専門学校に認可）→大学令による高野山大学に昇格
9. 1914年 智山専門学校（1943年大正大学に併合・廃止）

- 1945年以後に新制大学に昇格した学校

1. 1904年 高田専門学校（1954年廃止・1966年高田短期大学を新規開設）
2. 1905年 京都専門学校（種智院大学）
3. 1908年 臨済学院専門学校（花園大学）
4. 1912年 佛教専門学校（佛教大学）
5. 1920年 西山専門学校（西山短期大学→京都西山短期大学）
6. 1920年 京都女子高等専門学校→京都女子専門学校→（京都女子大学）
7. 1921年 真宗専門学校（東海同朋大学→同朋大学）
8. 1928年 相愛女子専門学校（相愛女子短期大学→相愛女子大学→相愛大学）
9. 1930年 大谷女子専門学校（大谷女子短期大学→大谷女子大学→大阪大谷大学）
10. 1941年 身延山専門学校（身延山短期大学→身延山大学）
11. 1945年 光華女子専門学校（→光華女子短期大学→光華女子大学→京都光華女子大学）

##### キリスト教系
- 1945年以前に旧制大学に昇格した学校

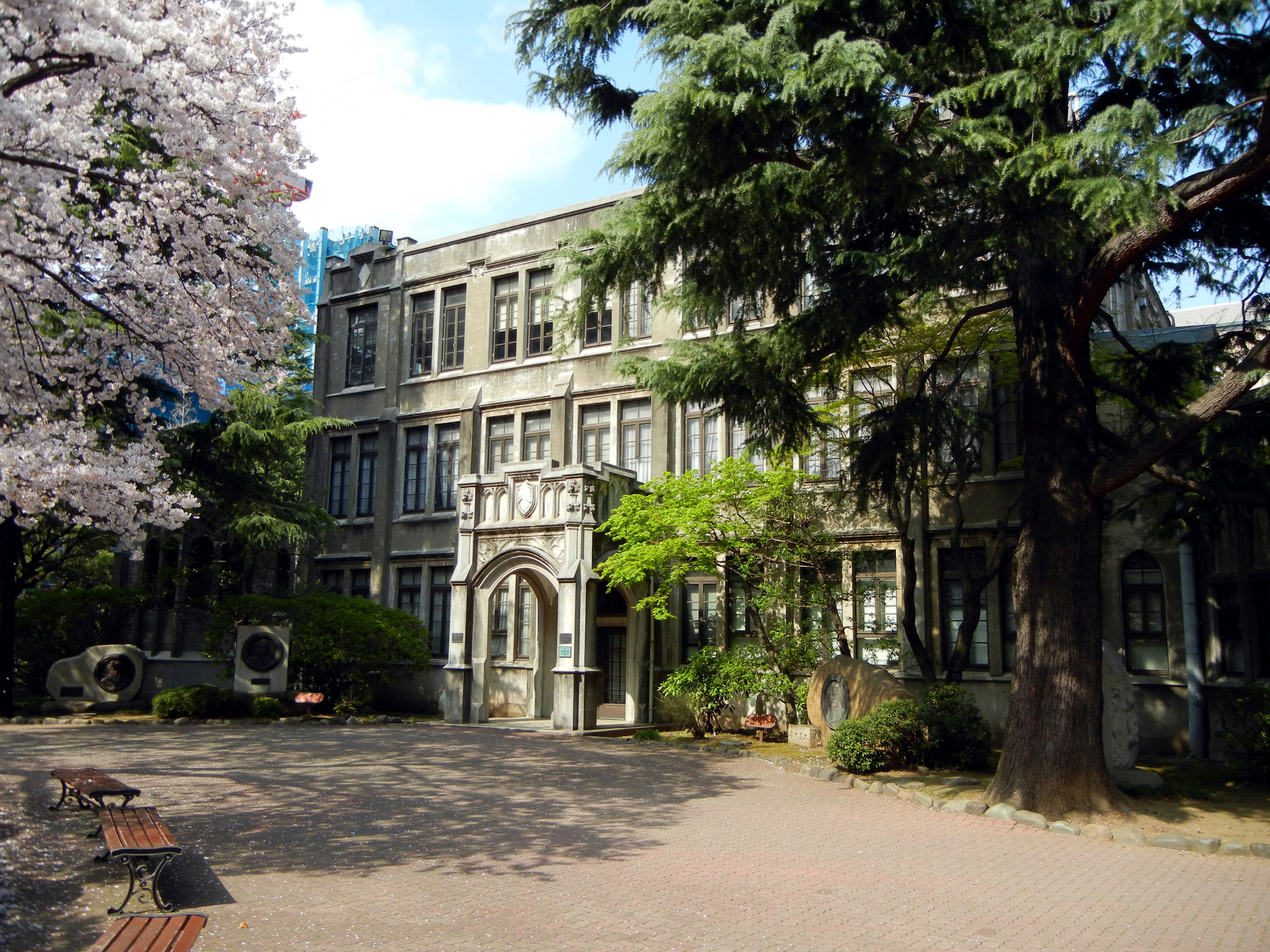
青山学院

1. 1904年 同志社専門学校（同志社神学校・同志社高等学部文科学校・同志社高等学部波理須理科学校を合併→同志社大学に改称（1912年））→大学令による同志社大学に昇格（1920年）・専門学校令による大学は同志社専門学校に改編
2. 1907年 立教大学（聖公会伝導局英語学校（1874年）を専門学校に認可）→大学令による立教大学に昇格（1922年）
3. 1908年 関西学院神学校（南メソジスト監督教会神学校（1889年）を専門学校に認定）→大学令による関西学院大学に昇格（1932年）
4. 1913年 上智大学（上智学院（1911年）を専門学校に認定）→大学令による上智大学に昇格（1928年）・上智大学専門部設置（1931年）

- 1945年以後に新制大学に昇格した学校

1. 明治学院（1887年）
2. 東北学院専門科（1904年・専門科は後に専門部、高等学部と改称）
3. 青山学院高等科・神学部（1904年）
4. 青山女学院英文専門科（1904年）
5. 関東学院神学部・高等学部（1927年）
6. 西南学院高等学部（1921年）
7. 神戸女学院専門部（1909年）
8. 宮城学院女子専門学校（1946年）
9. 西南女学院専門学校（1946年）

##### 神道系
1. 皇典講究所（1882年）1946年に解散、事業・資産は國學院大學が継承。

## その他の旧制専門学校
中等教育修了者が進学していた各種の教育機関で、旧制専門学校(または同等)の認定を受けたもの、卒業生に旧制大学入学資格を認めたもの、および戦後に新制大学などになったもの、その他。

### 理学

#### 私立
1. 東京物理学校（東京理科大学）
2. 立教理科専門学校→立教工業理科専門学校（立教大学理学部）
3. 研数専門学校（廃止 転換した研数学館は大学予備校）

### 造船

#### 私立
1. 川南高等造船学校（1943年）→川南造船専門学校（1944年）→長崎造船専門学校（1945年）（→長崎造船短期大学→長崎造船大学→長崎総合科学大学）

### 水産

#### 官立

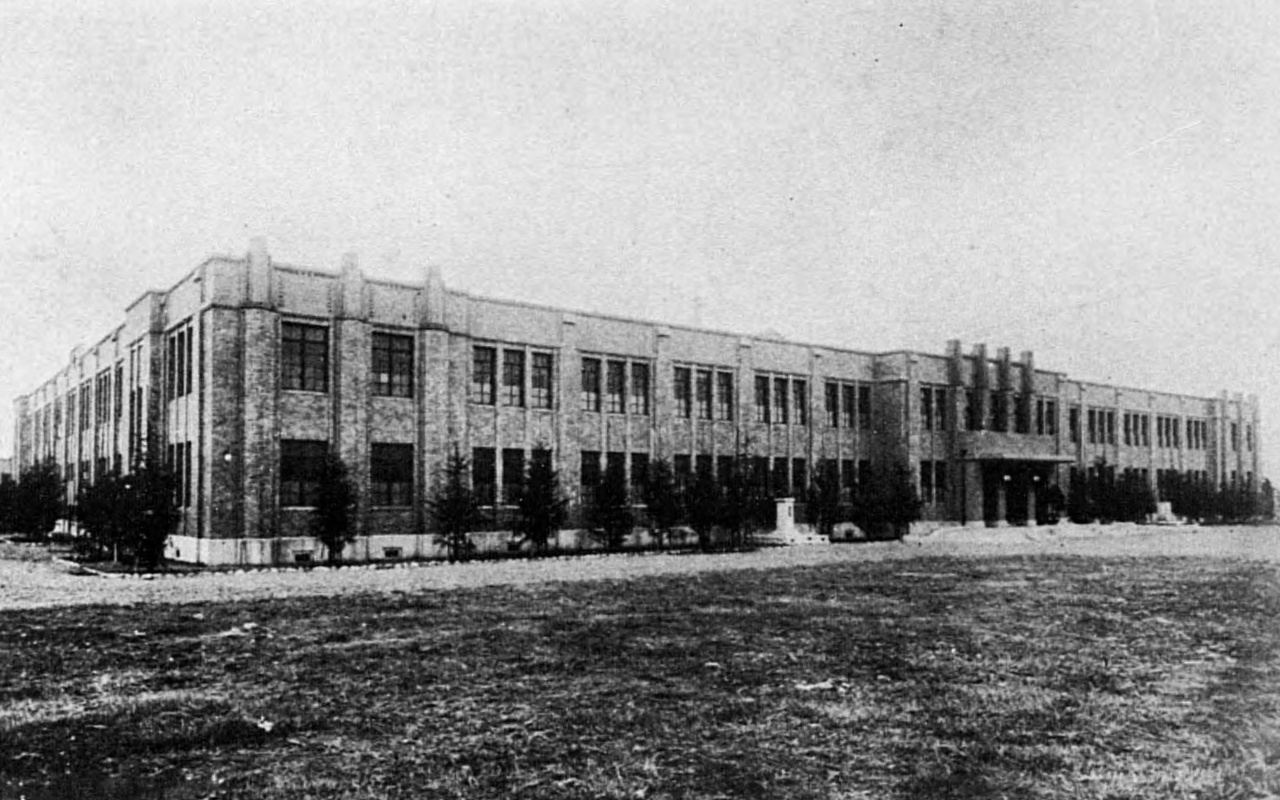
水産講習所

1. 1897年 水産講習所→1947年 第一水産講習所（東京水産大学→東京海洋大学海洋科学部）
2. 1907年 札幌農学校水産学科→東北帝国大学農科大学（附設）水産学科→北海道帝国大学附属水産専門部→1935年 函館高等水産学校→函館水産専門学校（北海道大学水産学部）
3. 1946年 鹿児島水産専門学校（鹿児島大学水産学部）

#### 外地
1. 1941年 釜山高等水産学校→釜山水産専門学校（日本側 農林省水産講習所下関分所→水産大学校）（韓国側 国立釜山水産大学→国立釜山水産大学校水産海洋大学→釜慶大学校水産科学大学）

#### 私立
1. 1947年 三重水産専門学校（三重県立大学水産学部→三重大学水産学部〔現：生物資源学部〕）

### 鉱山

#### 官立
1. 秋田鉱山専門学校（秋田大学鉱山学部→同工学資源学部→同国際資源学部）

- 他に鉱山関連としては、炭鉱財閥により私立として設立、後に官立移管された明治専門学校（九州工業大学）がある。

#### 外地
1. 京城鉱山専門学校（ソウル大学校工科大学と併合）

### 人文科学

#### 私立
1. 哲学館→哲学館大学→東洋大学
2. 二松學舍専門学校（二松學舍大学→東京文科大学→二松學舍大学）
3. 大東文化学院→大東文化学院専門学校（1944年改称、1949年新制大学に移行。東京文政大学→文政大学→大東文化大学）

### 体育

#### 官立
- 東京高等体育学校→東京体育専門学校（東京教育大学体育学部→筑波大学体育専門学群）

#### 私立
- 日本体育専門学校（日本体育大学体育学科）- 日本体育会体操学校から昇格

##### 女子
- 日本女子体育専門学校（日本女子体育短期大学→日本女子体育大学）
- 東京女子体育専門学校（東京女子体育短期大学、東京女子体育大学）

### 武道

#### 私立

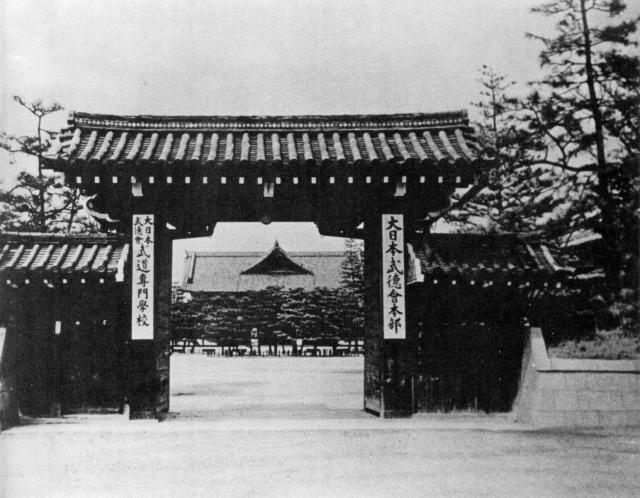
大日本武徳会武道専門学校

1. 大日本武徳会武道専門学校→京都文科専門学校（廃止）
2. 国士舘専門学校→至徳専門学校（国士舘短期大学→国士舘大学）
3. 日本体育専門学校→（日本体育大学→日本体育大学武道学科→日本体育大学スポーツ文化学部武道教育学科）

### 諸分野

#### 官立
- 逓信官吏練習所（郵政大学校など／電気通信学園→NTTグループ中央研修センター）
- 鉄道教習所（中央鉄道学園など→JR社員研修センター）
- 中央気象台附属測候技術官養成所→中央気象台附属気象技術官養成所（中央気象台研修所→気象庁研修所→気象大学校）
- (電信協会)無線電信講習所→(逓信省)官立無線電信講習所→(文部省)中央無線電信講習所（電気通信大学）
- 図書館職員養成所（文部省図書館職員養成所→図書館短期大学→図書館情報大学→筑波大学図書館情報専門学群）

#### 私立

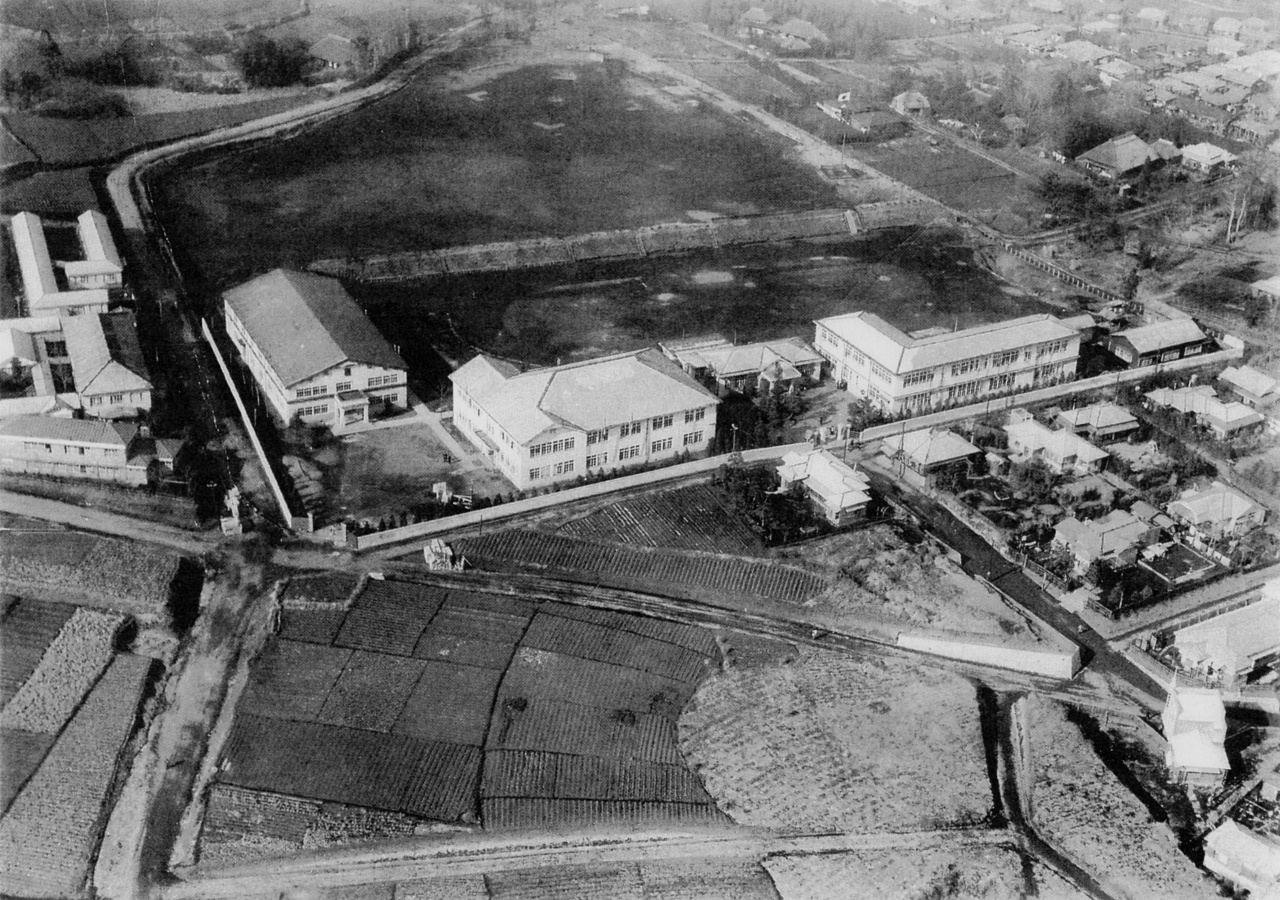
横浜専門学校

- 中央労働学園専門学校（中央労働学園大学→法政大学に吸収・同社会学部）
- 横浜専門学校（神奈川大学）
- 日本社会事業専門学校（日本社会事業短期大学→日本社会事業大学）
- 柏崎専門学校（柏崎短期大学→新潟産業大学）
- 立川専門学校（立川短期大学→（都に移管）東京都立立川短期大学→東京都立短期大学→首都大学東京）
- 名古屋専門学校（名城大学）
- 日本大学専門学校→日本大学大阪専門学校→大阪専門学校（近畿大学）
- 台湾協会専門学校→東洋協会専門学校→拓殖大学
- 興亜専門学校（日本経済専門学校に転換→日本経済短期大学、亜細亜大学）
- 南洋学院（廃止）

## 旧制工業専門学校と新制工業高等専門学校
戦後創設された学校教育法による「高等専門学校」は、旧制の工業専門学校の教育を範に、新制高等学校と短期大学を合わせた修業年数で新制中学校卒業者に専門教育を行うことを目的に創設された学校である。
高等専門学校の分野は工業高等専門学校と商船高等専門学校がある。
工業高等専門学校のうち、新制大学の工学部統合移転後の旧制工業専門学校跡地を流用した学校がある（新居浜工業高等専門学校、久留米工業高等専門学校、宇部工業高等専門学校、大阪府立工業高等専門学校、東京都立航空工業高等専門学校、東京都立工業高等専門学校）。また、仙台電波工業高等専門学校の前身の仙台電波高等学校は旧制宮城県女子専門学校の校地を転用して開校した。

## 関連書籍
- 海後宗臣（監修） 『日本近代教育史事典』 平凡社、1971年
- 『日本近現代史辞典』 東洋経済新報社、1978年
  - 尾崎ムゲン作成「文部省管轄高等教育機関一覧」参照
- 秦郁彦（編）『日本官僚制総合事典；1868 - 2000』 東京大学出版会、2001年
  - 「主要高等教育機関一覧」参照
- 天野郁夫 『旧制専門学校』 日経新書、1978年
- 天野郁夫 『新制大学の誕生』 上・下、名古屋大学出版会、2016年